# Saint-Prix (Saône-et-Loire)
Saint-Prix is een gemeente in het Franse departement Saône-et-Loire (regio Bourgogne-Franche-Comté) en telt 211 inwoners (2012). De plaats maakt deel uit van het arrondissement Autun.

## Geografie
De oppervlakte van Saint-Prix bedraagt 32,1 km², de bevolkingsdichtheid is 7,2 inwoners per km².
De onderstaande kaart toont de ligging van Saint-Prix (Saône-et-Loire) met de belangrijkste infrastructuur en aangrenzende gemeenten.

## Demografie
Onderstaande figuur toont het verloop van het inwonertal (bron: INSEE-tellingen).